# Halenia corniculata
Halenia corniculata là một loài thực vật có hoa trong họ Long đởm. Loài này được (L.) Cornaz mô tả khoa học đầu tiên năm 1897.